# Rzepiennik Marciszewski
Rzepiennik Marciszewski – wieś w Polsce położona w województwie małopolskim, w powiecie tarnowskim, w gminie Gromnik.
W latach 1975–1998 miejscowość administracyjnie należała do województwa tarnowskiego.
Zajmuje obszar 911 ha.
W roku 2021 we wsi mieszkało 660 osób, z czego 48,3% mieszkańców stanowiły kobiety, a 51,7% mężczyźni. 
Znana z tego że w porze zimowej niezwykle trudno się do niej dostać ze względu na strome zbocza wzniesień. W miejscowości znajduje się szkoła podstawowa oraz od 2010  Sala Królestwa miejscowego zboru Świadków Jehowy.
Przez wieś przebiega droga wojewódzka nr 980.
Wieś lokowana na surowym korzeniu przez króla Kazimierza III Wielkiego w 1344 roku (lokacja nieudana) i ponownie w 1347 roku.